# پلایتسنهاوزن
پلایتسنهاوزن (به آلمانی: Pleizenhausen) یک شهر در آلمان است که در راین-هونسروک واقع شده‌است. پلایتسنهاوزن ۲۶۷ نفر جمعیت دارد.